# Christophe II (roi de Danemark)
Christophe II de Danemark (né le 29 septembre 1276 - mort au château de Nykøbing le 2 août 1332) fut roi de Danemark de 1319 à 1326 et de 1330 à 1332

## Biographie
Christophe II est le second fils d'Éric V de Danemark et d’Agnès de Brandebourg. 
En 1294, il est chargé par son frère le roi Éric VI de Danemark d’arrêter l’archevêque Jens Grand. En 1303 il est investi du duché d’Estland (Estonie) bien qu’il ait pris le parti des ennemis du roi. En 1307 il échange ce fief contre le Halland méridional et l'île de Samsø. Il est armé chevalier lors d’un grand tournoi à Rostock en 1311.

### Premier règne
Christophe II de Danemark succède à son frère mort sans héritier en 1319. Dès 1321, il fait reconnaître son fils aîné Erik comme héritier et se fait couronner avec lui en 1324. À cette occasion, il reçoit l’hommage du duc et des comtes de Schleswig, de Rügen, de Holstein et de Mecklembourg. 
Dès 1325, à la mort du duc Éric II de Schleswig, la tutelle du jeune Valdemar V de Schleswig l’oppose à Gérard III de Holstein, dit le Grand comte de Holstein-Rensburg, l’oncle maternel de ce dernier, et il est vaincu à Gottorp par le comte de Holstein. L’année suivante, Gérard III envahit le Danemark, s’empare du prince héritier Erik et dépose le roi Christophe II, qui se réfugie au Mecklembourg avec ses autres fils

### Exil
En juin 1326, Gérard III fait élire roi son pupille Valdemar de Schleswig, âgé de 11 ans sous le nom de Valdemar III de Danemark. Il commence à dépecer le pays qu’il gouverne de facto.
En 1329 Christophe II engage à son demi-frère Jean III de Holstein dit de Plön, fils d’Agnès de Brandebourg et de Gérard II de Holstein-Plön, dit l'Aveugle comte de Holstein-Plön, les îles de Lolland et de Falster pour lever une armée avec laquelle il occupe Falster puis Seeland et commence à reconquérir son royaume

### Second règne
Il rentre à Copenhague en 1330 et délivre son fils. Mais il doit alors engager Seeland et la Scanie à son allié Jean III de Holstein et restituer le Schleswig au jeune Valdemar III de Danemark qui est détrôné. Par le traité de Ribe il investit également Gérard III de Holstein de la Fionie à titre héréditaire et lui donne en gage la plus grande partie du Jutland.
Les deux comtes de Holstein qui tiennent le royaume en tutelle s’opposent et le 30 novembre 1331, le parti de Jean de Holstein et du roi est battu à Lohede près de Schleswig par Gérard III. Le prince héritier Erik est mortellement blessé au cours du combat.
En juin 1332, Jean de Holstein, qui n’arrive pas à imposer son autorité sur la Scanie, cède avec l’accord de l’archevêque de Lund toutes les provinces de l'est à la Suède. Christophe II ne reste le roi que d’un domaine épars composé de parcelles du royaume. Il a perdu toute autorité et de simples nobles de Saxkjoebing mettent le feu à la maison dans laquelle il réside et le font prisonnier
Le 2 août 1332, Christophe II meurt dans l’île de Lolland. Il est inhumé dans l'abbaye de Sorø. Gérard III de Holstein, laisse alors le trône vacant et dirige le royaume du Danemark pendant huit ans à partir de 1332 avec le titre d’« Administrateur du Royaume ».

## Union et descendance
En 1307, Christophe II avait épousé Euphémia, morte le 26 juillet 1330, fille du duc Bogusław IV de Poméranie, d’où :
- Marguerite, née en 1305, épouse en décembre 1324 du Margrave Louis de Brandebourg dit l’Ancien  ;
- Erik, né en 1307, reconnu prince héritier en 1324. Il épouse en 1330 Elisabeth de Holstein, une sœur du comte Gérard III de Holstein, divorce en 1331 et meurt accidentellement la même année ;
- Othon, duc de Lolland et d’Estland (Estonie) en 1326, prétendant au trône battu et fait prisonnier par Gérard III de Holstein à la bataille de Taphede près de Viborg le 7 octobre 1334. Libéré seulement en 1341, il renonce au trône en 1347 et entre dans l'Ordre Teutonique ;
- Agnès (+1312) ;
- Valdemar IV de Danemark ;
- Hedwige.

### Sources
- Lucien Musset, Les Peuples scandinaves au Moyen Âge, Paris, Presses universitaires de France, 1951, 342 p., in-8o (OCLC 3005644)
- (da) Dansk biografisk Lexikon / III. Bind. Brandt - Clavus / p. 576-578 Christoffer II
- (en) Christoffer II sur le site Medieval Lands